# Bonner Mosquera
Bonner Ahmed Mosquera Ramírez (Condoto, 2 dicembre 1970) è un ex calciatore colombiano, di ruolo centrocampista..

## Carriera

### Club
Ha giocato durante la maggior parte della sua carriera per il Millonarios di Bogotà, dal 1992 al 2004, eccezion fatta per un breve periodo al Defensor Sporting in Uruguay.

### Nazionale
Con la nazionale di calcio della Colombia ha giocato 8 partite.